# Grand Prix Stanów Zjednoczonych 1979
Grand Prix Stanów Zjednoczonych 1979 (oryg. Toyota United States Grand Prix) – ostatnia runda Mistrzostw Świata Formuły 1 w sezonie 1979, która odbyła się 7 października 1979, po raz 19. na torze Watkins Glen.
Było to 22. Grand Prix Stanów Zjednoczonych i jednocześnie 21. zaliczane do Mistrzostw Świata Formuły 1.

## Wyścig
| Legenda oznaczeń w tabelach wyników Wyświetl szablon na nowej stronie | Legenda oznaczeń w tabelach wyników Wyświetl szablon na nowej stronie                                                                     |
| Oznaczenie                                                            | Wyjaśnienie |
| --------------------------------------------------------------------- | --- |
| Złoty                                                                 | Zwycięzca lub mistrzostwo |
| Srebrny                                                               | 2. miejsce lub wicemistrzostwo |
| Brązowy                                                               | 3. miejsce lub II wicemistrzostwo |
| Zielony                                                               | Ukończył, punktował (w klasyfikacji generalnej, gdy zdobył co najmniej jeden punkt na przestrzeni sezonu, poza trzema powyższymi opcjami) |
| Niebieski                                                             | Ukończył, nie punktował (w klasyfikacji generalnej, gdy nie zdobył co najmniej jednego punktu na przestrzeni sezonu)                      |
| Czerwony                                                              | Nie zakwalifikował się (NZ) |
| Czerwony                                                              | Nie prekwalifikował się (NPK) |
| Różowy                                                                | Nie ukończył (NU) |
| Różowy                                                                | Niesklasyfikowany (NS) (w klasyfikacji generalnej, gdy nie został sklasyfikowany w żadnym wyścigu sezonu)                                 |
| Czarny                                                                | Zdyskwalifikowany (DK) |
| Czarny                                                                | Wykluczony (WYK/EX) |
| Biały                                                                 | Nie wystartował (NW) |
| Biały                                                                 | Kontuzjowany (K/INJ) |
| Biały                                                                 | Wyścig odwołany (OD/C) |
| Bez koloru                                                            | Został wycofany (WYC/WD) |
| Bez koloru                                                            | Nie przybył (NP/DNA) |
| Bez koloru                                                            | Nie brał udziału w treningach (NT/DNP) |
| Bez koloru                                                            | Nie został zgłoszony (–) |
| Pogrubienie                                                           | Start z pole position |
| Kursywa                                                               | Najszybsze okrążenie wyścigu |
| †                                                                     | Nie ukończył, ale jego rezultat został zaliczony ze względu na przejechanie więcej niż 90% dystansu wyścigu.                              |
| *                                                                     | Sezon w trakcie |
| 1/2/3                                                                 | Punktowana pozycja w sprincie |
| Lista systemów punktacji Formuły 1                                    | |

| Poz | Nr                      | Kierowca              | konstruktor     | Okrążenie | Czas/Powód n.u              | Poz. start. | Punkty |
| --- | ----------------------- | --------------------- | --------------- | --------- | --------------------------- | ----------- | ------ |
| 1   | 12                      | Gilles Villeneuve     | Ferrari         | 59        | 1:52:17,734                 | 3           | 9      |
| 2   | 16                      | René Arnoux           | Renault         | 59        | +48,787                     | 7           | 6      |
| 3   | 3                       | Didier Pironi         | Tyrrell-Ford    | 59        | +53,199                     | 10          | 4      |
| 4   | 18                      | Elio de Angelis       | Shadow-Ford     | 59        | +1:30,512                   | 20          | 3      |
| 5   | 9                       | Hans Joachim Stuck    | ATS-Ford        | 59        | +1:41.259                   | 14          | 2      |
| 6   | 7                       | John Watson           | McLaren-Ford    | 58        | +1 okr.                     | 13          | 1      |
| 7   | 14                      | Emerson Fittipaldi    | Fittipaldi-Ford | 54        | +5 okr.                     | 23          |        |
|     | Niesklasyfikowani       |                       |                 |           |                             |             |        |
| NS  | 6                       | Nelson Piquet         | Brabham-Ford    | 53        | Tukład przeniesienia napędu | 2           |        |
| NS  | 33                      | Derek Daly            | Tyrrell-Ford    | 52        | poślizg                     | 15          |        |
| NS  | 11                      | Jody Scheckter        | Ferrari         | 48        | pęknięta opona/zawieszenie  | 16          |        |
| NS  | 29                      | Riccardo Patrese      | Arrows-Ford     | 44        | tylne zawieszenie           | 19          |        |
| NS  | 27                      | Alan Jones            | Williams-Ford   | 36        | utrata koła                 | 1           |        |
| NS  | 22                      | Marc Surer            | Ensign-Ford     | 32        | silnik                      | 21          |        |
| NS  | 28                      | Clay Regazzoni        | Williams-Ford   | 29        | kolizja z Piquetem          | 5           |        |
| NS  | 5                       | Ricardo Zunino        | Brabham-Ford    | 25        | poślizg                     | 9           |        |
| NS  | 15                      | Jean-Pierre Jabouille | Renault         | 24        | silnik                      | 8           |        |
| NS  | 20                      | Keke Rosberg          | Wolf-Ford       | 20        | kolizja z Pironim           | 12          |        |
| NS  | 8                       | Patrick Tambay        | McLaren-Ford    | 20        | silnik                      | 22          |        |
| NS  | 4                       | Jean-Pierre Jarier    | Tyrrell-Ford    | 18        | kolizja z Daly              | 11          |        |
| NS  | 1                       | Mario Andretti        | Lotus-Ford      | 16        | skrzynia biegów             | 17          |        |
| NS  | 2                       | Carlos Reutemann      | Lotus-Ford      | 6         | poślizg                     | 6           |        |
| NS  | 26                      | Jacques Laffite       | Ligier-Ford     | 3         | poślizg                     | 4           |        |
| NS  | 25                      | Jacky Ickx            | Ligier-Ford     | 2         | poślizg                     | 24          |        |
| NS  | 35                      | Bruno Giacomelli      | Alfa Romeo      | 0         | poślizg                     | 18          |        |
|     | Nie zakwalifikowali się |                       |                 |           |                             |             |        |
| NZ  | 36                      | Vittorio Brambilla    | Alfa Romeo      |           |                             |             |        |
| NZ  | 30                      | Jochen Mass           | Arrows-Ford     |           |                             |             |        |
| NZ  | 17                      | Jan Lammers           | Shadow-Ford     |           |                             |             |        |
| NZ  | 31                      | Héctor Rebaque        | Rebaque-Ford    |           |                             |             |        |
| NZ  | 19                      | Alex Ribeiro          | Fittipaldi-Ford |           |                             |             |        |
| NZ  | 24                      | Arturo Merzario       | Merzario-Ford   |           |                             |             |        |